# Danny Williams
Daniel "Danny" Williams, född 8 mars 1989, är en tysk-amerikansk fotbollsspelare. Han har representerat USA:s landslag.

## Karriär
Den 4 juli 2017 värvades Williams av Huddersfield Town, där han skrev på ett tvåårskontrakt. I september 2019 gick Williams till cypriotiska Pafos.